# Xian de Huitong
Le xian de Huitong (会同县 ; pinyin : Huìtōng Xiàn) est un district administratif de la province du Hunan en Chine. Il est placé sous la juridiction de la ville-préfecture de Huaihua.

## Démographie
La population du district était de 340 260 habitants en 1999.